# Friedmann Bernát
Friedmann Bernát (Nagyvárad, 1843. október 10. – Budapest, 1925. október 13.) jogi doktor, ügyvéd, kriminalista.

## Élete
Friedmann Lajos és Lederer Eleonóra fia. Iskoláit a nagyváradi premontreiek gimnáziumában végezte, majd a Pesti Tudományegyetemen tanult, s ezután Budapesten lett ügyvéd. Hírnevét a tiszaeszlári vérvádperben alapította meg. Ezenkívül évtizedeken át szerepelt számos nagyobb bűnügyben. A gyakorlati bírói vizsgálati bizottságnak évekig tagja, a budapesti ügyvédi kamarának helyettes elnöke volt. Kiváló jogi szakíró hírében állt.
Felesége Weisz Paula (1854–1937) volt, Weisz Miksa és Hofmann Netti lánya.
Lánya Friedmann Erzsébet (1875–1945), férjezett Heteés Antalné.
A Salgótarjáni utcai zsidó temetőben helyezték végső nyugalomra a hitközség által felajánlott díszsírhelyen.

## Írásai
Cikkei a Jogtudományi Közlönyben (1867. Az orvosi segélynek elegendő ok nélküli megtagadása. Párhuzam 1843. büntető törvényjavaslatunk börtönrendszere és az újabb tapasztalatok között, 1869. A büntetés következményeiről, 1870. Hamis eskü, Észrevételek a királyi ügyészségről, 1871. Gyermekgyilkossági eset, 1872. Tanulmányok a külhoni váltótörvényhozás terén. A börtönjavítás történetének lényegesebb momentumai, 1876. A fenyítő törvényszék a várban van. 1876. Könyvismertetés, 1883. Az ügyvédi kamara tárgyalása a bűnvádi eljárás iránt, 1887. Könyvismertetés, 1890. A temesvári tárgyalásról); irt a Honba (1868. 148. sz. Magyar kereskedelmi törvénykönyv, 151. 152. sz. Börtönügyreform, 171-174. sz. A rabmunkáról, később Büntető hatalom és polgári szabadság), a Themisbe (1873), Pesti Naplóba, Nemzetbe stb.

## Művei
- Hazai bányászatunk nemzetgazdasági és statisztikai szempontból, különös tekintettel culturai-, pénz- és hitelviszonyainkra. A m. k. tud. egyetem által a Pasquich-féle díjjal koszorúzott pályamű. Pest, 1866
- Népbirák és esküdtszékek intézménye, tekintettel hazai viszonyainkra, a büntető eljárásra. Budapest, 1876 (a Magyar Tudományos Akadémia által Horváth Boldizsár ajánlatából kitűzött 100 arannyal jutalmazott pályamű)
- A fellebbviteli bűnügyek tekintettel a közvetlen szóbeliségre. A magyar jogászgyűlés állandó bizottságának megbízásából. Budapest, 1878
- Észrevételek a magyar bűnvádi eljárási javaslat irányeszméi felett. Budapest, 1889

Megjelentek még egyes nagyobb bűnperekben tartott védőbeszédjei.